# Forsthaus Schwemm

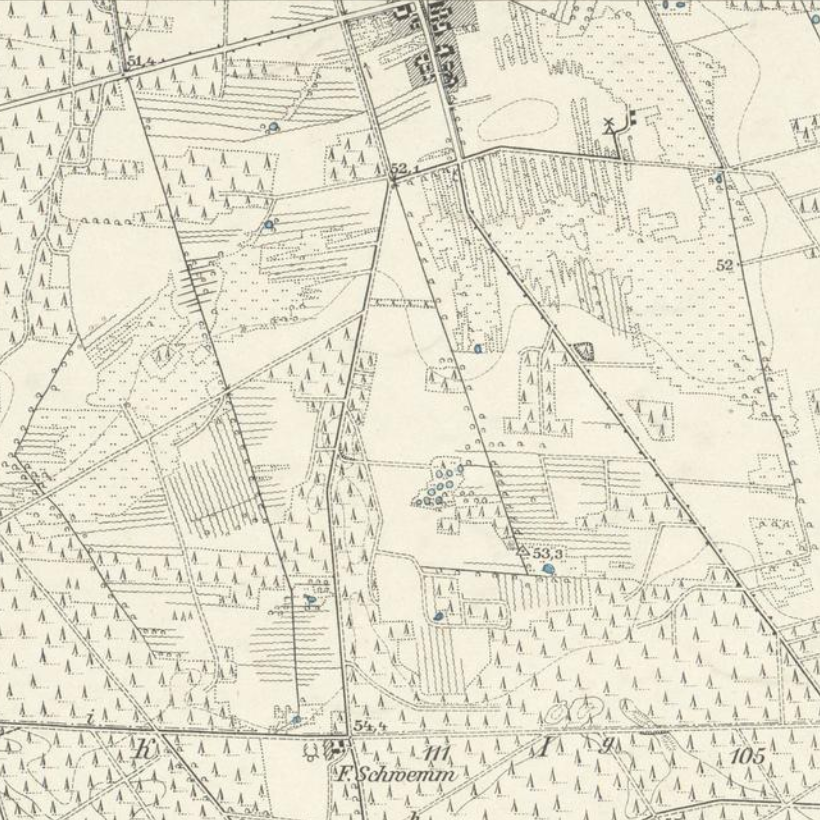
Forsthaus Schwemm (und südlicher Ortsausgang von Frankenförde) auf dem Messtischblatt 3944 Kloster Zinna von 1902

Das Forsthaus Schwemm war ein Wohnplatz im Ortsteil Frankenförde der Gemeinde Nuthe-Urstromtal im Landkreis Teltow-Fläming (Brandenburg). Er wurde 1863 angelegt. In den 1930er Jahren wurde er in die militärischen Anlagen des Truppenübungsplatzes Forst Zinna einbezogen. 1945 übernahmen zunächst die sowjetischen Truppen das Gelände. Danach wurde es von 1947 bis 1952 von der SED genutzt, bevor es 1953 wieder sowjetische Militäranlage wurde. Das Forsthaus Schwemm wurde danach zu einem nicht bekannten Zeitpunkt abgerissen.

## Lage
Der Wohnplatz Forsthaus Schwemm lag knapp zwei Kilometer südlich vom südlichen Ortsausgang von Frankenförde und ca. sieben Kilometer westsüdwestlich vom Zentrum von Luckenwalde. Er lag auf 54,5 m ü. NHN. Die Verbindungsstraße nach Frankenförde wurde im Volksmund als „Grün’scher Weg“ bezeichnet.

## Geschichte

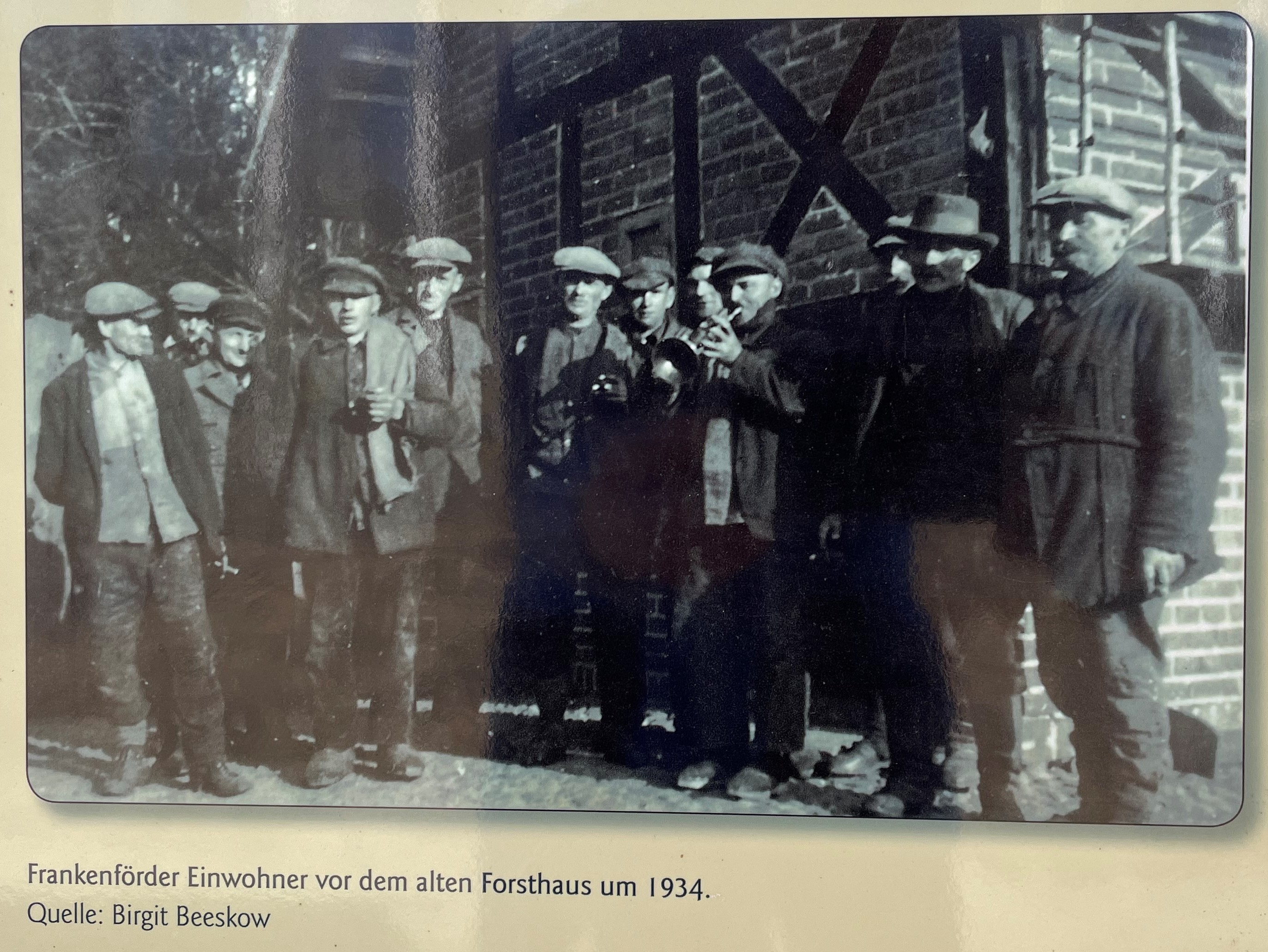
Frankenförder Einwohner vor dem Forsthaus, 1934

Den Schutzbezirk Schwemm im Gutsbezirk Forst Zinna gab es schon vor der Errichtung des Forsthauses, der (Unter-)Förster wohnte in Felgentreu. Die dortige Unterförsterei befand sich am nördlichen Ortsende. Im Urmesstischblatt 3944 Kloster Zinna von 1841 ist das Areal des späteren Wohnplatzes Schwemm schon grün hervorgehoben. Der Ort ist in der Karte allerdings unbeschriftet. Eine ähnliche Signatur und Farbe weiter südlich ist als Mehlsdorfer Garten beschriftet. Es ist daher anzunehmen, dass auch das Areal des Forsthauses Schwemm schon vor dem Bau des Forsthauses als Garten genutzt wurde.
1863 wurde das neue Forsthaus errichtet, und es wurde am 24. September 1863 offiziell Schwemm benannt.
1871 bestand der Wohnplatz aus einem Wohnhaus, der drei Bewohner hatte (nicht 9 wie im Hist. Ortslexikon angegeben). 1885 hatte der Wohnplatz sieben Einwohner, ebenso 1895. Für 1905 sind fünf Einwohner verzeichnet.
In den 1930er Jahren wurde der Wohnplatz Forsthaus Schwemm in die militärischen Anlagen des Truppenübungsplatzes Forst Zinna einbezogen. 1945 übernahmen zunächst die sowjetischen Truppen das Gelände. Nach Kriegsende lebte für rund anderthalb Jahre eine Flüchtlingsfamilie im Forsthaus; deren Tochter besuchte die Schule in Frankenförde. Danach wurde das Haus von 1947 bis 1952 von der SED genutzt, bevor es 1953 wieder sowjetische Militäranlage wurde. Das Forsthaus wurde danach zu einem nicht bekannten Zeitpunkt abgerissen.

## Kommunale Zugehörigkeit
Der Forst Zinna war im unmittelbaren Besitz des Amtes Zinna. 1881 bestand der nun Kaltenhausen genannte Gutsbezirk aus Kaltenhausen, Zinna-Amt, Neue Mühle, Neue Häuser, Vorwerk Sorge (bei Kaltenhausen), Bischofspfuhl, Grüneberg (auch Grünerberg ö Kaltenhausen) und Schwemm.
Die Gemeinde Frankenförde erhielt 1929 Teile des Gutsbezirks Zinna Forst zur Gemarkung hinzu, darunter das Forsthaus Schwemm. Frankenförde war 1931 Landgemeinde mit dem Wohnplatz Forsthaus Schwemm.

## Förster
- bis 31. Oktober 1851 Förster Franke, wurde in die Försterei Groß Väter (Oberförsterei Reiersdorf) versetzt[5]
- ab 1. Dezember 1851 bis 30. September 1862 Förster Carl Adolph Eduard Zimmermann (* 9. April 1809 in Mittenwalde[6]), bisher Jäger, wurde mit Vergabe der Stelle zum Förster ernannt,[7] wohnte in Felgentreu[8] versetzt in die Försterei Mützdorf (Oberförsterei Dippmannsdorf)[9]
- ab 1. Oktober 1862 bis 30. Juni 1872 Förster Ricaud, war bisher in der Försterei Bärenklau (Oberförsterei Oranienburg)[9][10]
- ab 1. Juli 1872 bis 30. Juni 1884 Förster Neuendorf, vorher Forstaufseher,[11] wurde 1884 in die Försterei Luckenwalde/Klosterheide (Oberförsterei Zinna) versetzt[12]
- ab 1. Juli 1884 bis 30. Juni 1900 Förster Otto Feldt (* 7. Juni 1849 in Berkholz), vorher Jäger und Forstaufseher in der Oberförsterei Kunersdorf[12][13][14][15] wurde 1900 in die Försterei Ragösen (Oberförsterei Dippmannsdorf) versetzt[16]
- 1. Juli 1900 bis 31. August 1911 Förster Louis Merkel (* 7. Juni 1861 in Wittenberg; † 21. Juni 1936), vorher Forstaufseher in Niemegk, wurde 1911 in die Försterei Schmerberg (Oberförsterei Kunersdorf) versetzt[15][17][16] wurde 1913 zum Hegemeister ernannt[18]
- 1. September 1911 bis 30. September 1913 Förster Robert Bundt (* 26. Juni 1867 in Berlin), er war bisher in der Försterei Oranienburg (Oberförsterei Oranienburg), er erhielt eine neu eingerichtete Forstschreiberstelle in der Oberförsterei Oranienburg[17][19]
- ab 1. Oktober 1913 bis 1929 (†) Förster Oskar Denecke (* 27. März 1865 in Colbitz, Krs. Wolmirstedt; † 3. Oktober 1929), vorher Försterei Birkenwerder (Oberförsterei Oranienburg)[19]
- ab 1. Februar 1930 bis ? Förster Timm, vorher in der Försterei Luckenwalde/Klosterheide[20]